# Metopius similatorius
Metopius similatorius là một loài tò vò trong họ Ichneumonidae.